# Bridgeville (Kalifornien)
Bridgeville ist ein kleines US-amerikanisches Dorf in Humboldt County im Norden Kaliforniens. Der Ort hat 25 Einwohner. Bridgeville hat eine Größe von ca. 33 ha, war ehemals Station für eine lokale Kutschenlinie und Anlaufpunkt des Ponyexpress. Derzeit stehen dort acht Häuser, ein funktionierendes Postamt und ein Kaffeehaus. Die Stadt liegt 12 Meilen nordnordöstlich von Weott. Das Postamt wies wegen einer anderen Stadt Bridgeport diesen Namen zurück, das Postamt von Bridgeville öffnete 1877. Robinsons Ferry wurde zu Ehren von William Slaughter Robinson, einem örtlichen Rancher benannt.
Der ursprüngliche Name war Robinsons Ferry, wurde aber zu Bridgeport umbenannt als 1875 eine Brücke durch den Fluss Van Duzen gebaut wurde.
Bridgeville gelangte in die Medien, als es 2002 bei eBay verkauft werden sollte. Ein neues Verkaufsangebot wurde 2006 zu einem Preis von 1,25 Millionen US-Dollar bei eBay verkauft. Der 25-jährige Veranstaltungsmanager und College-Student Daniel Thomas La Paille beging jedoch im November des gleichen Jahres Selbstmord.
Im April 2007 kam es wiederum zu einer Auktion bei ebay, der Startpreis wurde mit 1,75 Mio. US-Dollar festgelegt, der Verkauf war aber auch nach 3 Monaten nicht abgeschlossen.
Bridgeville ist der Sitz des Bridgeville Elementary School District, und Heim der Bridgeville School.
Der Van Duzen River fließt durch Bridgeville.